# Fox Networks Group
Fox Networks Group, LLC fue una subsidiaria de Disney que se encargó de supervisar los bienes de televisión internacional que fueron comprados de 21st Century Fox por The Walt Disney Company. La empresa produjo y distribuyó más de 300 canales de entretenimiento, películas, deportes y noticias en 45 idiomas en Europa, Latinoamérica, África y Asia bajo diferentes marcas como Star Channel, National Geographic, FX, Fox Sports International y BabyTV. Algunas de sus marcas de internet eran Fox Play y Fox Plus. Estas marcas llegaron a más de 1725 millones de hogares alrededor del mundo.
Hasta marzo de 2019, la empresa también incluía a la unidad estadounidense que estaba compuesta por Fox Television Group (FOX y 20th Television), Fox Cable Networks, Fox Sports Media Group, National Geographic Partners y Fox Networks Digital Consumer Group. Después de la adquisición de 21st Century Fox por parte de Disney en 2019, la unidad estadounidense de FNG fue repartida entre la nueva Fox Corporation (propiedad de Rupert Murdoch) y Walt Disney Television, mientras que los bienes no estadounidenses (previamente conocidos como Fox International Channels, una unidad que era operada en conjunto con las unidades domésticas en Estados Unidos hasta 2016, cuando estas unidades fueron fusionadas en Fox Networks Group) fueron retenidas en Fox Networks Group integrándose como una unidad de Walt Disney Direct-to-Consumer & International.

## Historia

### Estados Unidos
Fox Networks Group fue fundada en 1993 para servir como la división internacional de los diferentes medios de comunicación que en ese entonces eran propiedad de News Corporation de Rupert Murdoch, después de la compra de la compañía Star TV para servir a sus canales internacionales.
En 2008, Fox Broadcasting y 20th Century Fox Television formaron Fox Inkubation, una iniciativa conjunta para nuevos talentos de la animación que les permitiría producir cortos de dos minutos como pilotos de nuevas series. Fox TV había comenzado al mismo tiempo su división de animación 20th Century Fox Television Animation con Jennifer Howell, la misma ejecutiva que encabezaba Inkubation y Fox TV Animation. En 2012, Inkubation se suspendió ya que los planes para un bloque de animación nocturna avanzaron y ninguno de sus proyectos salió al aire. En mayo de 2013, Howell dejó Fox al final de su contrato.
En julio de 2014 se formó Fox Television Group, que abarca Fox Broadcasting y 20th Century Fox Television, y fue colocada bajo Fox Networks Group.
En julio de 2014, Fox Networks Group y DNA Films formaron DNA TV Limited. Fox Networks Group tendría el dueño de los primeros derechos globales con opciones de cofinanciamiento para los programas de la empresa conjunta. DNA TV sería administrado por la gerencia de DNA Films, con Eric Schrier, presidente de programación original de FX Networks y FX Productions, en representación de los intereses de Fox.
En 2015, 21st Century Fox y National Geographic Society formaron una nueva empresa conjunta, llamada National Geographic Partners que supervisaría las empresas con fines comerciales de la sociedad. Esto incluía las señales estadounidense de los canales de televisión de la marca National Geographic, sin embargo Fox Networks Group continuaría manejando la venta y distribución de publicidad de estos canales.
En enero de 2016, 21st Century Fox anunció una importante reorganización de sus negocios de televisión fuera de Estados Unidos. La empresa Fox International Channels (FIC), que ha estado operando por separado de los negocios de televisión de 21CF en Estados Unidos, sería disuelta, y el jefe de las divisiones regionales reportaría al CEO de Fox Networks Group, Peter Rice y al COO Randy Freer, absorbiendo así los negocios internacionales de televisión en Fox Networks Group.
En enero de 2017, Fox Network Group y 20th Century Fox formaron FoxNext, que se encargaría de los desarrollos de videojuegos, experiencias de realidad virtual y negocios de parques temáticos.

### Internacional
En 1997, Fox International Channels compró NHNZ, un productor de documentales. NHNZ tenía una participación en Beach House Pictures, con sede en Singapur.
En 2001, Fox International Channels ingresó al mercado español con Fox y National Geographic Channel agregando Fox Crime más adelante.
En enero de 2004, se lanzó el canal FX289 para el Reino Unido e Irlanda, que luego pasó a llamarse FX en abril de 2005. El canal se renombró como Fox el 11 de enero de 2013.
A principios de 2006, Fox International Channels formó una productora llamada Fox Toma 1 con el productor argentino Ernesto Sandler. FIC compró una participación mayoritaria en Telecolombia, cambiando el nombre de la productora a Fox Telecolombia en junio de 2007. Esto fue para impulsar programas originales en español para América Latina y Estados Unidos. Fox Telecolombia seguiría proporcionando programación a las cadenas Telefutura y RCN.
En septiembre de 2007, FIC compró una participación mayoritaria en las operaciones internacionales de BabyTV y los fundadores conservaron la empresa original de Israel.
En 2007, el canal de estilo de vida argentino Utilísima, lanzado en 1996, fue vendido a Fox International Channels. El canal se expandió en 2008, con la incorporación de una señal en portugués en Brasil y terminó distribuyéndose en toda América Latina, Canadá, España, Nueva Zelanda, Australia y Estados Unidos. La versión estadounidense del canal se lanzó en mayo de 2010. En 2013, el canal fue fusionado con el relanzamiento de Fox Life y al mismo tiempo se lanzó MundoFox, señal especializada en contenido latinoamericano y dejó de estar disponible internacionalmente fuera de América Latina (excepto Brasil). En julio de 2017, MundoFox fue reemplazado por la señal infantil Nat Geo Kids. Su feed brasileño se lanzó por separado en octubre de ese mismo año.
En enero de 2008, Fox International Channels compró una participación mayoritaria en Real Estate TV (RETV), un canal de temática inmobiliaria del Reino Unido. En abril de 2008, se lanzó Fox Next en Portugal. Fox Next está dirigido a personas de 25 a 44 años y está programado con series y películas con bloques temáticos en horario estelar y entre semana. Así mismo, se lanzaron nuevos canales de Nat Geo, como NatGeo Wild, Nat Geo Adventure, FX (India), Fox Crime en India.
En 2008 Fox y Rotana Media Services lanzaron los canales Fox Movies y Fox Series en el mercado de Medio Oriente. Fox luego compró una participación en Rotana, mientras que la empresa conjunta acordó con Disney llevar contenido de Disney y American Broadcasting Company en los dos canales durante cuatro años. Con Abu Dhabi Media Company en julio de 2009, Fox inició National Geographic Abu Dhabi Channel.
El canal Fox Life se desarrolló originalmente en Italia en 2003 y luego se lanzó en los Balcanes, Bulgaria, Japón, Corea, América Latina, Polonia, Portugal, Rusia y Turquía. FIC puso el canal a disposición en Grecia el 1 de diciembre de 2008 en inglés con doblaje griego.
En junio de 2009 se creó una agencia de marketing y ventas independiente en Tallin, Estonia. En marzo de 2011, se estableció una oficina regional del Báltico en Tallin con el propietario de la agencia de marketing independiente, Karoli Kindriks, como gerente regional dependiente de Ase Ytreland, director general de Fox International Channels para la región nórdica y báltica.
El 19 de agosto de 2009, News Corporation anunció que su filial de Asia-Pacífico Star Group se reorganizaría en Hong Kong. Star Group se dividió en Star India y Star Greater China y la Star TV original. Algunos de estos arreglos fueron para que la Star TV original se haría cargo de la representación de los canales de Fox y de National Geographic (National Geographic Global Networks) en la región, y Star se transformaría en una operación regional en India de Fox International Channels. Star TV fue renombrada Fox International Channels Asia Pacific. Mientras tanto, Star India manejaría los canales de la marca Fox en India.
A principios de marzo de 2010, Fox International Channels acordó trasladar las operaciones de sus canales de mercado de Oriente Medio y África del Norte desde Hong Kong y otras ubicaciones a una instalación de Abu Dhabi. Su subsidiaria NHNZ también abriría una oficina de producción en Abu Dhabi. Fox, una empresa global de redes publicitarias en línea, también establecería su operación en Oriente Medio. En mayo de 2010, FIC compró una participación en Aquavision, una compañía de producción de Johannesburgo, Sudáfrica, que será administrada por NHNZ.
En junio de 2010, Fox y Jan Dekker Holdings formaron una empresa conjunta para operar el canal 24Kitchen en los Países Bajos. El 1 de septiembre de 2011, Fox Channels Benelux lanzó 24Kitchen en los Países Bajos a través del operador UPC, en asociación con Jan Dekker Holdings. Posteriormente se lanzó en otros proveedores de televisión el 1 de octubre de 2011. En abril de 2011, FIC Nordic lanzó Fox Crime en Noruega. Suomi TV, un canal de televisión abierta de Finlandia, fue adquirido en enero de 2012 y luego renombrado como Fox en abril de 2012, expandiendo el tiempo de emisión del canal a 12 horas y agregando la serie coproducida por FIC The Walking Dead junto con contenidos de 20th Century Fox Television Distribution, National Geographic Channel y 24Kitchen.
El 1 de julio de 2011, Fox Movies se lanzó en Portugal en los servicios de televisión por suscripción y en Angola y Mozambique en la televisión abierta.  En octubre de 2011, FIC compró Viajar, un canal español de viajes a Prisa TV.
El 23 de enero de 2012, FIC y RCN Televisión anunciaron que lanzarían un nueva canal de televisión terrestre en español llamada MundoFox en los Estados Unidos como una empresa conjunta. La cadena se lanzó formalmente el 13 de agosto de ese año. Fox salió de la empresa conjunta en 2015, y la cadena pasó a llamarse MundoMax el 28 de julio de ese año, antes de que dejara de operar el 30 de noviembre de 2016.
En mayo de 2012, Fox International Channels Latin America anunció que adquiriría la participación de MGM en LAPTV,  que operaba los canales The Film Zone, Cinecanal y el paquete premium Moviecity. En octubre de 2013, FIC compró las acciones de Paramount en LAPTV para convertirse en el único propietario. Los negocios de LAPTV luego se incorporaron a FIC Latin America, y Moviecity se relanzó como Fox+ en noviembre de 2014.
El grupo Racat del expresidente de Fox Networks Group, David Haslingden, compró NHNZ, una compañía productora de documentales con sede en Nueva Zelanda, y su compañía hermana, la compañía Beach House Pictures, con sede en Singapur, en octubre de 2012 de Fox.
El 1 de julio de 2013, Fox Crime fue reemplazado por Fox Network en Noruega. FIC también cambió el nombre de su red holandesa premium Eredivisie Live a Fox Sports Eredivisie, y sus canales cambiaron de nombre a Fox Sports 1 a 3. En el tercer trimestre de 2013, los canales en francés de FIC, incluidos National Geographic Channel, Nat Geo Wild y el Voyage, basado en viajes, se expandió a África a través de la Red Global de RRsat y Africasat-1a de Measat. 
El 6 de noviembre de 2013, Fox International Channels adquirió Setanta Africa Services Limited, operador de tres canales deportivos de África, Setanta Africa (inglés y francés), Zuku Sports (East Africa) y Setanta Action. Setanta Africa y Setanta Action fueron renombrados como Fox Sports y Fox Sports 2, respectivamente, en agosto de 2014 en el inicio de la liga de fútbol 2014-15.
En octubre de 2014, Fox Crime España fue reemplazado por Fox Life España, y las series de esta última se mudaron principalmente a Fox. A fines de 2014, FIC Turquía, la compañía de pago, y Fox Turquía, su compañía de señal abierta, se fusionaron. En el tercer trimestre de 2014, se lanzó un canal Fox en Suecia.
El 27 de noviembre de 2014, FIC adquirió la participación de Jan Dekker Holdings en la empresa conjunta 24Kitchen. FIC también cerró las instalaciones de producción de la empresa.
En 2014, A&E Networks Italy (formada a finales de 2013) tomó la propiedad total de la versión italiana del canal History TV de FIC Italia.  A principios de 2014, las versiones de Nat Geo Adventure en Asia y el Pacífico se relanzaron como Nat Geo People. En septiembre de 2015, se lanza el canal británico YourTV.
En enero de 2016, 21st Century Fox anunció una importante reorganización de Fox International Channels. Los jefes de las divisiones regionales de FIC reportarían al CEO Peter Rice y al COO Randy Freer en Fox Networks Group de Estados Unidos, en lugar del CEO saliente de Fox International Channels, Hernán López. Además, las divisiones regionales pasaron a llamarse Fox Networks Group Europe, Fox Networks Group Latin America y Fox Networks Group Asia. Esto disolvió efectivamente a Fox International Channels como una unidad separada del negocio de televisión que tiene 21st Century Fox en Estados Unidos. A Las tres divisiones internacionales de Fox Networks Group se denominaron colectivamente Fox Networks Group International en los documentos formales de 21CF (incluidos informes anuales del grupo).
El 5 de diciembre de 2017, 21st Century Fox nombró a Uday Shankar quien era presidente y director ejecutivo de Star India, presidente de la compañía para toda Asia. El nuevo rol supervisaría el negocio de la plataforma de televisión y video en línea de Fox en toda la región, y el presidente de Fox Networks Group Asia reportaría directamente a Shankar (en lugar del equivalente en FNG Estados Unidos).

### Compra por Disney
El 14 de diciembre de 2017, The Walt Disney Company anunció formalmente su intención de adquirir la mayoría de los activos de 21st Century Fox, entre los que se incluyen FX Networks, la participación en National Geographic Partners y las operaciones internacionales de Fox Networks Group. La familia Murdoch conservaría la propiedad de Fox Broadcasting Company, Fox Television Stations, las operaciones en Estados Unidos de Fox Sports, Fox News Channel y Fox Business Network en Estados Unidos, a través de una nueva compañía, llamada Fox Corporation. Disney también adquirió la cadena regional Fox Sports Networks, pero el Departamento de Justicia de EE. UU. ordenó que esos activos fueran vendidos dentro de los 90 días posteriores al cierre del trato, debido a la propiedad mayoritaria de Disney en ESPN.
El 19 de marzo de 2019, Fox Corporation se separó oficialmente de 21st Century Fox y comenzó a cotizar en el Nasdaq.  Al día siguiente, el 20 de marzo, Disney completó la adquisición de 21st Century Fox. Esto dejó a Fox Networks Group como una unidad independiente abolida. Dentro de Disney, FX Networks y las operaciones estadounidenses de los canales de televisión de National Geographic se colocaron bajo la recién renombrada unidad de televisión de Estados Unidos Walt Disney Television (antes Disney-ABC Television Group). 20th Century Fox Television y Fox 21 Television Studios se convirtieron en parte de Disney Television Studios, y el director ejecutivo de Fox Networks Group, Peter Rice fue nombrado presidente de Walt Disney Television. Los negocios internacionales de Fox Networks Group se integrarían con Walt Disney Direct-to-Consumer & International. Los activos de Fox Networks Group Latin America se integraron en Disney Media Networks Latin America.
El canal YourTV UK cerró el 27 de septiembre de 2019. 
El 17 de enero de 2020, Disney eliminó el nombre de "Fox" de las dos principales estudios cinematográficos adquiridos a 21st Century Fox (20th Century Fox y Fox Searchlight). No se mencionaron cambios en otras unidades que usen el nombre Fox, incluido Fox Networks Group.

## Unidades

### Actuales
- Fox Networks Group UK
- Fox Networks Group Italy
- The Walt Disney Company Bulgaria
- Fox Networks Group España
- Fox Networks Group France
- Fox Networks Group Greece
- Fox Networks Group Portugal
- Fox Networks Group Poland
- Fox Networks Group Scandinavia (multiple business units)
- Fox Networks Group Turkey
- Fox Networks Group Germany
- Fox Networks Group Benelux
- Fox Networks Group Middle East
- Fox Networks Group Africa
- Fox Networks Group Asia Pacific

### Anteriores
- Fox Networks Group Latin America (integrado en Disney Media Networks Latin America)
- Fox Networks Digital Consumer Group (unidad que administrada los servicios y aplicaciones)
  - FXNOW (vendido a Walt Disney Television)
  - Fox Now (derivado a Fox Corporation)
  - Nat Geo TV (vendido a Walt Disney Television)
  - Fox Sports Go (vendido a Diamond Sports Group, empresa conjunta entre Sinclair Broadcast Group y Entertainment Studios)
- Fox Television Group
  - Fox Broadcasting Company[68] - transferida a la empresa derivada Fox Corporation
  - 20th Century Fox Television - transferida a Walt Disney Television
    - Fox 21 Television Studios[68]
    - Fox Television Animation[69]
    - 20th Television[70]
      - Lincolnwood Drive, Inc.[71]
- Fox Cable Networks
  - National Geographic Partners (transferida a Walt Disney Television)
    -       - National Geographic
      - Nat Geo Kids
      - Nat Geo Music
      - Nat Geo People
      - Nat Geo Wild
      - National Geographic Studios[72]

    - National Geographic Media

  - FX Networks (transferido a Walt Disney Television)
    - FX
    - FXX
    - FXM
    - FX Productions
      - DNA TV Limited (en conjunto con DNA Films)

  - Fox Sports Media Group (derivado a Fox Corporation)
    - Fox Sports Estados Unidos
      - FS1
      - FS2
      - Fox Deportes
      - Fox Soccer Plus
      - Big Ten Network (51% con Big Ten Conference)

    - Fox Sports Networks[73] (vendido a Diamond Sports Group, empresa conjunta entre Sinclair Broadcast Group y Entertainment Studios hoy Bally Sports)
      - Fox Sports Arizona
      - Fox Sports Detroit
      - Fox Sports Florida/Fox Sports Sun)
      - Fox Sports Midwest (subseñales Fox Sports Indiana y Fox Sports Kansas City)
      - Fox Sports North
      - Fox Sports Ohio/Fox SportsTime Ohio
      - Fox Sports South/Fox Sports Southeast (subseñales: Fox Sports Carolinas, Fox Sports Tennessee)
      - Fox Sports Southwest (subseñales: Fox Sports Oklahoma, Fox Sports New Orleans)
      - Fox Sports West/Prime Ticket (subseñal: Fox Sports San Diego)
      - Fox Sports Wisconsin
      - YES Network (80% equity)[74]

    - Fox College Sports (vendido a Diamond Sports Group, empresa conjunta entre Sinclair Broadcast Group y Entertainment Studios, hoy Stadium College Sports)
    - Home Team Sports (HTS) ventas de publicidad para canales deportivos, incluidas otras redes deportivas regionales, además de producción comercial y de programas, eventos e integración local de marca personalizada en vivo, vendida a Playfly Sports.[75]
    - Fox Sports College Properties - titular de los derechos universitarios de Big East Conference, varias universidades: Michigan State, Auburn, San Diego State, Georgetown y USC y Los Angeles Memorial Coliseum
    - Impression Sports & Entertainment - derechos de nombre y patrocinios en eventos.
- Fox Television Stations Group (derivada a Fox Corporation)
  - Fox Television Stations
    - 28 estaciones
    - MyNetworkTV
    - Movies! (50%)
- Fox News Group (derivada a Fox Corporation)
  - Fox News
  - Fox Business Network
  - Fox News Radio
  - Fox News Talk
  - Fox Nation

## Señales

### Propias
| Canal de televisión                 | Programación                                                       | Área de transmisión                                                 |
| ----------------------------------- | ------------------------------------------------------------------ | ------------------------------------------------------------------- |
| Fox                                 | Series, caricaturas para adultos y películas                       | Internacional (excepto Estados Unidos)                              |
| FX                                  | Series y películas para jóvenes y adultos                          | Internacional                                                       |
| Fox Life                            | Series y películas para todo público                               | Internacional                                                       |
| Fox Sports                          | Eventos deportivos                                                 | Latinoamérica, Sudeste Asiático y Países Bajos                      |
| Fox Movies                          | Películas                                                          | Asia y Medio Oriente                                                |
| Fox Family Movies                   | Películas familiares                                               | Asia y Medio Oriente                                                |
| Fox Action Movies                   | Películas de acción                                                | Asia y Medio Oriente                                                |
| Fox Crime                           | Películas de acción                                                | Asia, Medio Oriente, Italia, Portugal, Bulgaria, Balcanes y Turquía |
| Fox Comedy                          | Series y películas de comedia                                      | Portugal y Polonia                                                  |
| Star Movies                         | Películas                                                          | Asia y Medio Oriente                                                |
| Star World                          | Series y películas                                                 | Asia y Medio Oriente                                                |
| National Geographic                 | Documentales y programas científicos                               | Internacional                                                       |
| Nat Geo Wild                        | Programas sobre vida salvaje                                       | Internacional                                                       |
| Nat Geo Kids                        | Infantil                                                           | Latinoamérica                                                       |
| Nat Geo People                      | Programas dedicado al público femenino                             | Asia y Polonia                                                      |
| Voyage                              | Canal de aventura juvenil                                          | Europa y África                                                     |
| Viajar                              | Programas de cultura                                               | España                                                              |
| 24Kitchen                           | Programas gastronómicos                                            | Países Bajos, Portugal, Bulgaria, Balcanes, Turquía                 |
| Luxe.tv                             | Programas de lujo                                                  | Internacional                                                       |
| Physique TV                         | Salud y belleza                                                    | Medio Oriente y África del Norte                                    |
| Baby TV                             | Infantil                                                           | Internacional                                                       |
| Duck TV                             | Infantil                                                           | Internacional                                                       |
| Channel [V]                         | Música                                                             | Asia                                                                |
| Fox Premium                         | Películas de géneros variados, series y eventos deportivos en vivo | América Latina                                                      |
| Cinecanal                           | Películas                                                          | América Latina (excepto Brasil)                                     |
| FXM                                 | Películas                                                          | América Latina (excepto Brasil)                                     |
| Star Chinese Channel                | Programas de entretenimiento                                       | Asia                                                                |
| Star Chinese Movies                 | Películas                                                          | Asia                                                                |
| Star Chinese Movies Legend          | Películas                                                          | Asia                                                                |
| Star Entertainment Channel          |                                                                    | Asia                                                                |
| Star Sports (China y Corea del Sur) | Deportes                                                           | Asia                                                                |

### Señales descontinuadas
- Fox Kids: canal de índole infantil y juvenil. Fue vendido a Disney en el 2001, y fue reemplazado por Jetix entre 2004 y en el 2005, para ser relanzado en 2009 como Disney XD.
- Nat Geo Music: cerró el 31 de octubre de 2010 por falta de audiencia. Fue reemplazado por Nat Geo Wild.
- Fox Sports + y Speed: fueron relanzados el 5 de noviembre de 2012 como Fox Sports 2 y Fox Sports 3, respectivamente.
- Utilísima: cesó emisiones el 4 de noviembre de 2013, para ser reemplazado por el relanzamiento de Fox Life y MundoFox, dependiendo del operador.
- FX Reino Unido: fue reemplazado for FOX UK el 11 de enero de 2013.
- NatGeo/Fox HD: canal en alta definición en donde National Geographic Channel y Fox compartían horarios, siendo el primero el que ocupaba más espacio de programación.
- Fox Crime (España): fue reemplazado por Fox Life el 1 de octubre de 2014.
- Moviecity: paquete de 6 canales premium que dejó de emitir el 3 de noviembre de 2014 para ser reemplazado por Fox+.
- MundoFox: canal en coproducción con RCN Televisión que solía emitir series locales en asociación con Fox. Fue reemplazado por Nat Geo Kids el 1 de julio de 2017.
- Film Zone: cesó sus emisiones el 18 de septiembre de 2017, para ser reemplazado por FXM.

## Fox Networks Group Latin America
Fue una empresa perteneciente al grupo Fox Networks Group que operaba varios canales en la mayor parte de los países de Latinoamérica. Su oficina central se encuentra en Los Ángeles, California.
Las señales se gestionaban en su mayoría desde Buenos Aires, Argentina, y desde allí se emiten al resto de los países a través del (Encompass TIBA Latin America). Tenían oficinas locales en Colombia, Argentina, Brasil, Chile  y México.
Después de la compra por parte de Disney, las oficinas fueron desmanteladas y sus operaciones pasaron a ser gestionadas por Disney Media Networks Latin America.

### Fox Premium
La empresa inicia como LAPTV (Latin American Pay Television) con participación de distintos estudios de cine estadounidense. En agosto de 2009 Fox Latin American Channels firma una alianza estratégica y de distribución con la red de canales premium LAPTV esto permite tener equipos de ventas afiliadas de FOX en toda la región para brindarle a los sistemas de cable, satélite, MMDS e IPTV un servicio integrado con el objeto de incrementar la penetración y percepción de valor de la TV de paga, tanto en Premium como en básico así como continuar los esfuerzos para reducir la piratería.
El acuerdo le agrega a LAPTV una presencia local en Chile y Centroamérica y aumenta el abanico de posibilidades comerciales. Se prevé, por ejemplo, que el grupo de canales premium liderado por Movie City tenga una mayor presencia promocional en los canales básicos de Fox.
Su primer producto es la serie coproducida por Fox Telecolombia y LAPTV Kdabra, que reúne elementos del mundo real y sobrenatural.
En 2013 Fox Latin America adquiere la participación accionaria total de LAPTV, el 3 de noviembre de 2014. Fox decide prescindir definitivamente de la marca MovieCity y reemplazarla por marcas propias.

### Señales disponibles
- Fox Premium Series
- Fox Premium  Action
- Fox Premium  Movies
- Fox Premium Cinema
- Fox Premium Classics
- Fox Premium Family
- Fox Premium Comedy
- Fox Premium 1 Brasil
- Fox Premium 2 Brasil
- FXM
- Cinecanal

### Otros servicios
- Sitio web
- Fox Play

## Fox Networks Group Asia
La antigua FIC creó su división asiática en 1993 con el lanzamiento del canal Fox en Japón ese mismo año. que también está disponible otras zonas de esa región, con varias marcas mundiales como Nat Geo, FX, Fox, Fox Crime, Fox Movies y otras exclusivas para Asia como Fox Family Movies, Fox Movies Premium, tvN y Channel V. Además es dueño de la división de canales STAR TV, con señales en idiomas locales y programación diferente según los mercados (Star World, Star Movies, Star Sports y las señales de Star India), también opera el canal ESPN bajo trato con ABC-Disney Networks. llega a casi 110 millones de hogares en Asia. 
En Australia Fox mantiene alianzas para operar diversos canales en colaboración con el operador de cable Foxtel (como por ejemplo Viacom y Showtime Networks).

### Canales
Canales en inglés con subtítulos locales para cada país
| Nombre                                                                           | Señales o Feeds |
| -------------------------------------------------------------------------------- | --- |
| Fox                                                                              | - - Sudeste Asiático - Filipinas |
| FX                                                                               | - - Sudeste Asiático - India - Corea |
| Fox Crime                                                                        | - - Sudeste Asiático - India - Japón |
| National Geographic                                                              | - - Sudeste Asiático (en inglés) - India (en inglés) - Israel (en hebreo) - Farsi (disponible para los países de habla persa, como Irán, Afganistán, Tayikistán y comunidades en Emiratos Árabes Unidos y otros Estados del Golfo Pérsico) - Middle East (disponible en inglés para el Medio Oriente a través del operador de televisión satelital OSN) - Abu Dhabi (canal de televisión satelital de señal abierta panárabe disponible para todo el Medio Oriente en idioma árabe) - China (disponible en zonas específicas de la China continental) - Turquía (en turco) |
| Nat Geo People                                                                   | - - Turquía - Oriente Medio - Sudeste Asiático |
| Fox Sports News Fox Sports 1 Fox Sports 2 Fox Sports 3 Star Sports Star Cricket. | Disponibilidad de señales depende de los derechos deportivos suscritos por la cadena en cada país. |

## Logotipos

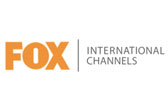
Logotipo usado de 1993 hasta 2010
Logotipo usado desde 2010 hasta 2012.
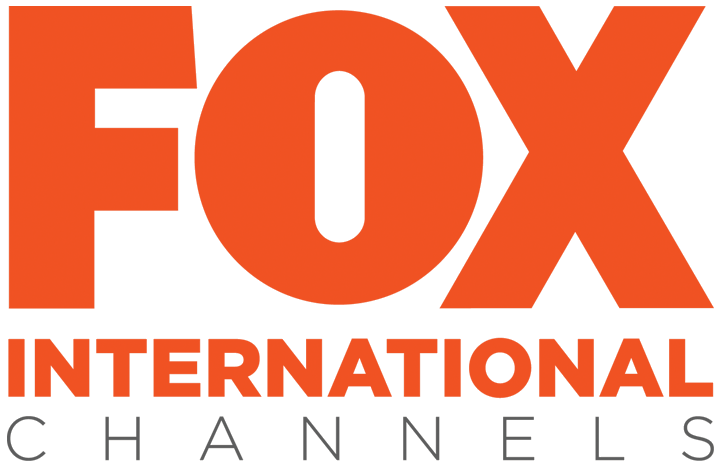
Logotipo usado desde 2012 hasta 2016.
Logotipo utilizado en Fox Networks Group en Estados Unidos, con el logo de Fox en color azul.